# Långtjärnsmyrarna-Flåmhalsen
Långtjärnsmyrarna-Flåmhalsen este o arie protejată (arie specială de conservare — SAC, sit de importanță comunitară — SCI) din Suedia întinsă pe o suprafață de 95,5 ha, integral pe uscat.

## Localizare
Centrul sitului Långtjärnsmyrarna-Flåmhalsen este situat la coordonatele 61°45′55″N 14°55′51″E / 61.7652°N 14.9307°E.

## Înființare
Situl Långtjärnsmyrarna-Flåmhalsen a fost declarat sit de importanță comunitară în iulie 2000 pentru a proteja 1 specie de plante. Situl a fost protejat și ca arie specială de conservare în martie 2011.

## Biodiversitate
Situată în ecoregiunea boreală, aria protejată conține 2 habitate naturale: Pajiști cu Molinia pe soluri calcaroase, turboase sau argilos-nămoloase (Molinion caeruleae), Turbării Aapa.
La baza desemnării sitului se află o specie protejată de  plante: papucul doamnei (Cypripedium calceolus).